# 코드 쿤스트
조성우(1989년 12월 18일~)는 예명 코드 쿤스트(Code Kunst)로 더 잘 알려진 대한민국의 음악 프로듀서이다. 2015년에 2번째 정규 음반 Crumple을 발매한 후 하이그라운드와 계약했다. 2017년에 3번째 정규 음반 Muggles' Mansion을 발매했다. 2018년에 AOMG와 계약한 후 <쇼미더머니777>에 심사위원 및 프로듀서로 출연했다. 2020년에 4번째 정규 음반 People을 발매했고, 2021년에 한국 힙합 어워즈 올해의 프로듀서를 수상했다. 2023년에 5번째 정규 음반 Remember Archive를 발매했다.

## 생애
조성우는 1989년 12월 18일에 인천광역시 연수동에서 태어났다. 나스의 "Doo Rags"를 접한 후 힙합 음악을 듣기 시작했다. 군 복무를 마친 후 음악가가 되기로 결심했다. 예명 코드 쿤스트는 암호(code)와 예술(kunst, 독일어로 예술)의 혼성어로, 예술의 코드를 만들 것이라는 뜻이다. 또한, 예명을 코쿤으로 줄여서 쓰기도 한다.

## 학력
- 연성초등학교 (졸업)
- 연성중학교 (졸업)
- 연수고등학교 (졸업)
- 동아방송예술대학교 디지털영상디자인과 (제적)[7]

## 경력

### 2013-2017: 하이그라운드와의 계약
코드 쿤스트는 2013년 5월에 데뷔 싱글 "Lemonade"를 발매했고, 6월에 데뷔 EP Hear Things를 발매했다. 2014년에 데뷔 정규 음반 Novel을 발매했다. 2015년에 4월에 2번째 정규 음반 Crumple을 발매했고, 이는 한국대중음악상 최우수 랩 음반 후보에 올랐다. 9월에 하이그라운드와 계약했다. 2017년에 3번째 정규 음반 Muggles' Mansion을 발매했고, 이는 평론가들의 호평을 받았다.

### 2018-현재: AOMG와의 계약
2018년 6월에 AOMG와 계약했다. 9월에 <쇼미더머니777>에 심사위원 및 프로듀서로 출연했고, 여기에서 작곡한 "Good Day"는 평론가들의 호평을 받았다. 2020년 4월에 4번째 정규 음반 People을 발매했고, 10월에 <쇼미더머니9>에 심사위원 및 프로듀서로 출연했다. 2021년 2월에 한국 힙합 어워즈 올해의 프로듀서를 수상했고, 10월에 <쇼미더머니10>에 심사위원 및 프로듀서로 출연했다. 2023년에 5번째 정규 음반 Remember Archive를 발매했다.

### 방송
2022년부터 <나 혼자 산다>의 고정 출연진으로 활동했다. MBC 방송연예대상에서 2022년에 남자 신인상을, 2023년에 리얼리티 인기상을 수상했다.

## 예술성
코드 쿤스트는 자신에게 가장 많은 영향을 준 음악가로 맥 밀러를 꼽았다. <이뉴스투데이>와의 인터뷰에서는 "화가인 어머니에게서 영향을 받아 색이나 냄새에서 영감을 얻는다"고 밝혔다. <더 팩트>와의 인터뷰에서는 "누군가에게 음악을 들려줬을 때 같은 공간에 있는 것 같은 느낌을 주고 싶다"고 말했다. <롤링 스톤 인디아>는 "그는 올드 스쿨 블루스, 록, 소울, 힙합을 깊이 파고들며, 특유의 보컬 차핑 기술과 완벽한 악기 루프로 모든 것을 깔끔하게 묶는다"고 평했다.

## 자선활동
코드 쿤스트는 2020년에 "자신의 삶에서 흑인 음악을 비롯한 그들의 문화가 주는 영향은 대부분을 차지"한다고 밝히며 조지 플로이드 메모리얼 펀드에 기부했다.

## 사생활
코드 쿤스트는 시루와 판다라는 고양이 두 마리를 키운다.

## 음반 목록

### 정규 음반
| 제목             | 상세                                                                         | 최고 차트 순위 |
| 제목             | 상세                                                                         | KOR            |
| ---------------- | ---------------------------------------------------------------------------- | -------------- |
| Novel            | - 발매일: 2014년 4월 7일 - 형식: 디지털 다운로드                             | —              |
| Crumple          | - 발매일: 2015년 4월 28일 - 형식: CD, 디지털 다운로드                        | 34             |
| Muggles' Mansion | - 발매일: 2017년 2월 28일 - 레이블: 하이그라운드 - 형식: CD, 디지털 다운로드 | 26             |
| People           | - 발매일: 2020년 4월 2일 - 레이블: AOMG - 형식: CD, LP, 디지털 다운로드      | 10             |
| Remember Archive | - 발매일: 2023년 3월 16일 - 레이블: AOMG - 형식: CD, 디지털 다운로드         | 19             |

### EP
| 제목        | 상세                                                  |
| ----------- | ----------------------------------------------------- |
| Hear Things | - 발매일: 2013년 6월 28일 - 형식: CD, 디지털 다운로드 |

### 싱글
| 제목                                               | 연도 | 최고 차트 순위 | 음반             |
| 제목                                               | 연도 | KOR            | 음반             |
| -------------------------------------------------- | ---- | -------------- | ---------------- |
| "Lemonade" feat. 블랭                              | 2013 | —              | Hear Things      |
| "1-2" feat. 씨잼                                   | 2013 | —              | Hear Things      |
| "Betting" feat. 던밀스                             | 2014 | —              | Novel            |
| "에디슨" feat. 넉살                                | 2015 | —              | Crumple          |
| "Golden Cow" feat. 씨잼 & DJ SQ                    | 2015 | —              | Crumple          |
| "Parachute" feat. 오혁 & 도끼                      | 2015 | 24             | Muggle's Mansion |
| "Beside Me" feat. 비와이, YDG, 수란                | 2016 | 92             | Muggle's Mansion |
| "비네" feat. 타블로 & 콜드                         | 2018 | —              | 비음반 싱글      |
| "Bless" feat. 로꼬 & 우원재                        | 2018 | —              | 비음반 싱글      |
| "XI" feat. 이하이                                  | 2019 | 199            | 비음반 싱글      |
| "Too Late" feat. JMSN                              | 2019 | —              | 비음반 싱글      |
| "Treat Her Better" feat. 나이아                    | 2019 | —              | All About Us     |
| "Joke!" feat. 씨잼 & 사이먼 도미닉                 | 2020 | —              | People           |
| "Knock" feat. 백예린                               | 2020 | —              | People           |
| "사라진 모든 것들에게" with 최정훈 & 사이먼 도미닉 | 2020 | 106            | 비음반 싱글      |
| "You Get Off"                                      | 2021 | —              | 비음반 싱글      |
| "치열" with 이찬혁, 콜드, 소금                     | 2021 | —              | 비음반 싱글      |
| "Take Me" with 미노이                              | 2022 | —              | 비음반 싱글      |
| "The Ball Is Round" with 우원재 & 전소연           | 2022 | —              | 비음반 싱글      |
| "Bad Bad" feat. 태버 & 박재범                      | 2023 | —              | Remember Archive |
| "55" feat. 백예린 & 웬디                           | 2023 | 99             | Remember Archive |

## 출연 작품

### TV
| 연도      | 제목                          | 역할                 | 각주   |
| --------- | ----------------------------- | -------------------- | ------ |
| 2018      | <쇼미더머니777>               | 심사위원 및 프로듀서 | [ 12 ] |
| 2019      | <고등래퍼 3>                  | 심사위원 및 프로듀서 | [ 25 ] |
| 2019      | <사인히어>                    | 심사위원 및 프로듀서 | [ 26 ] |
| 2020      | <복면가왕>                    | 참가자               | [ 27 ] |
| 2020      | <쇼미더머니9>                 | 심사위원 및 프로듀서 | [ 14 ] |
| 2021      | <쇼미더머니10>                | 심사위원 및 프로듀서 | [ 16 ] |
| 2022-현재 | <나 혼자 산다>                | 고정 출연진          | [ 28 ] |
| 2023      | <내 친구들은 나보다 똑똑하다> | 호스트               | [ 29 ] |
| 2023      | <싱어게인3>                   | 심사위원             | [ 30 ] |
| 2024      | <연애남매>                    | 고정 출연            | [ 31 ] |

### 웹 예능
| 연도 | 제목              | 역할   | 각주   |
| ---- | ----------------- | ------ | ------ |
| 2021 | <체인지 데이즈>   | 호스트 | [ 32 ] |
| 2022 | <체인지 데이즈 2> | 호스트 | [ 32 ] |
| 2022 | <마녀사냥 2022>   | 호스트 | [ 33 ] |

## 수상 및 후보
| 시상식                 | 연도 | 후보             | 부문             | 결과 | 각주   |
| ---------------------- | ---- | ---------------- | ---------------- | ---- | ------ |
| 한국대중음악상         | 2016 | Crumple          | 최우수 랩 음반   | 후보 | [ 8 ]  |
| 한국 힙합 어워즈       | 2018 | Muggles' Mansion | 올해의 힙합 앨범 | 후보 | [ 34 ] |
| 한국 힙합 어워즈       | 2018 | 본인             | 올해의 프로듀서  | 후보 | [ 34 ] |
| 한국 힙합 어워즈       | 2019 | 본인             | 올해의 프로듀서  | 후보 | [ 35 ] |
| 한국 힙합 어워즈       | 2021 | 본인             | 올해의 프로듀서  | 수상 | [ 15 ] |
| 한국 힙합 어워즈       | 2022 | 본인             | 올해의 프로듀서  | 후보 | [ 36 ] |
| 한국 힙합 어워즈       | 2024 | 본인             | 올해의 프로듀서  | 후보 | [ 37 ] |
| MBC 방송연예대상       | 2022 | 본인             | 남자 신인상      | 수상 | [ 38 ] |
| MBC 방송연예대상       | 2023 | 본인             | 리얼리티 인기상  | 수상 | [ 39 ] |
| 브랜드 고객충성도 대상 | 2023 | 본인             | 남자 멀티테이너  | 수상 | [ 40 ] |